# Pepa Villalba
María Josefa Villalba Payá (Valencia, 2 de julio de 1963-ibidem; 14 de julio de 2017), conocida como Pepa Villalba, fue una cantante española y solista principal del grupo musical de tecno-pop Vídeo, dentro del movimiento contracultural de los años 80 conocido como «movida valenciana», del que fue el grupo más característico junto a otros como Betty Troupe y Glamour.

## Biografía
Hija de un profesor de literatura y de una profesora de lengua castellana, estudió en Valencia en las Madres Escolapias de San José.
Formó parte del grupo Vídeo, constituido en Valencia en 1981 tras la disolución de «Albatros» junto a José Manuel Moles (guitarra), Vicente Chust (guitarra), Carlos Solís (bajo), Puchi Balanzá (batería) y Sissi Álvarez (teclista y coros), y destacó en éxitos como «La noche no es para mí» (nº 1 de Los 40 principales en 1983 y disco de oro), producido por Tino Casal; «Víctimas del Desamor», «La ventana», «Planeta 5000», «Entre la madera y el metal», «Fría y automática», «Marionetas», «La ventana» y «Tú eres tú o Edgar Allan Poe».
Tras una carrera fulgurante, pero corta (1983-1989), en la que grabó un sencillo y cuatro álbumes y reunió miles de fans, fascinados por su figura menuda de brillantes ojos verdes e inconfundible voz aterciopelada, abandonó casi completamente el mundo de la música y se dedicó a estudiar su carrera de medicina (especialidad de medicina familiar y comunitaria) que concluyó precisamente en 1989.
Ni siquiera sus más allegados en los tiempos de Vídeo tuvieron contacto regular con la cantante, pese a lo cual colaboró en los coros en el disco de Paco Sanz «El Club De Los Locos...» (Car-Crash Records 1992) y con las grabaciones a mediados de los noventa de P. C. A Problems de Jorge Pruess Santos y Juan Carlos Cantal Mínguez.
Ni le gustó ni quiso participar en la reactivación de Vídeo en 2011 con parte de la banda. Tampoco Carlos Solís, que fue su pareja en los ochenta.
Padecía una larga enfermedad degenerativa incurable y falleció prematuramente en Valencia a los 54 años el 14 de julio de 2017.

## Discografía

### Sencillos
- Un sencillo con los temas «La noche no es para mí» y «Fría y automática» con el sello Discos Zafiro.

### Álbumes
- «Vídeoterapia» (1983).
- «Código Secreto» (1984).
- «Relatos de diez mundos» (1986).
- «Brisa de amor» (1989).